# وتديات
الوتديات (الاسم العلمي: Corynebacteriaceae) هي فصيلة من البكتيريا تتبع رتبة الشعيات من طائفة الشعاويات.

## الأجناس
- الوتدية